# Fulton County LLC
Die Fulton County LLC (AAR-reporting mark: FC) ist eine US-amerikanische Shortline-Eisenbahngesellschaft im Fulton County im Bundesstaat Indiana. Sie wurde durch Tom Wilson und die Wilson Fertilizer and Grain Inc. gegründet, ist jedoch inzwischen Eigentum von Jason W. Grube, Betreiber eines Schrotthandels in Rochester.
Die rund 25 km lange Strecke der Fulton County LLC führt von Argos, wo ein Übergang zur Norfolk Southern (NS) besteht, nach Süden bis Rochester.
Die Gesellschaft übernahm im Oktober 1997 diese frühere Strecke der Norfolk and Western Railway (Rochester Branch). Betriebsbeginn war der 1. April 1998. Bis dahin betrieb die 1994 in Konkurs gegangene Indiana Hi-Rail die Strecke.
Von 1997 bis 2011 bediente die NS die Strecke der FC bei Bedarf in deren Auftrag. Ab 24. Februar 2011 wurde der Bahnbetrieb durch die Elkhart and Western Railroad durchgeführt, die Trackage Rights auf der FC-Infrastruktur hatte. Zum 15. März 2023 endete der Betrieb der EWR zwischen Argos und Rochester; seit April 2023 ist dort stattdessen die Rochester and Erie Railway tätig.
Transportgut sind fast ausschließlich landwirtschaftliche Erzeugnisse und Metallschrott.
Von April 1981 bis 1985 wurde durch die damals als Fulton County Railroad auftretende FC der Abschnitt Rochester–Monterey der früheren Erie Lackawanna-Hauptstrecke nach Chicago betrieben. Das Getreidesilo in Monterey und andere Frachtkunden waren somit nicht nur über die Tippecanoe Railroad mit der Chesapeake and Ohio Railway (C&O) in North Judson, sondern auch der Norfolk and Western Railway in Rochester verbunden. Die FC besaß zu dieser Zeit keine eigenen Lokomotiven; bedarfsweise verkehrende Güterzüge wurden durch die Tippecanoe Railroad befördert. 1985 wurde der Betrieb zwischen Monterey und Rochester mit Ausnahme eines kurzen, einige hundert Meter langen Abschnitts in Rochester aufgegeben. Der verbliebene Abschnitt wurde bis in die 1990er-Jahre weiter zur Bedienung eines Getreidesilos im Westen von Rochester genutzt.